# CSI: Vegas

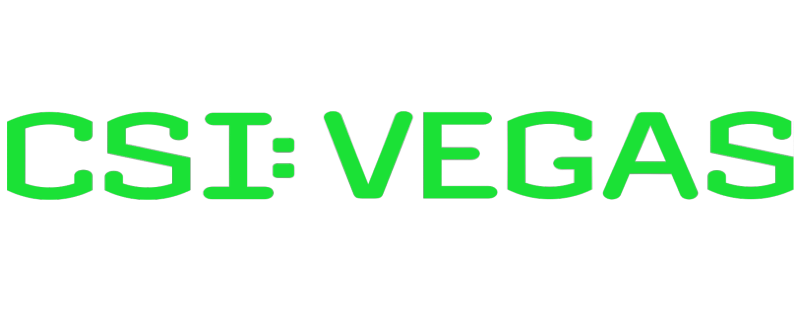

CSI: Vegas é uma série de televisão americana sobre crime que estreou em 6 de outubro de 2021 na CBS durante a temporada de televisão de 2021–22. É um spin-off da longa série CSI: Crime Scene Investigation, e é a quinta série da franquia CSI. A série é estrelada William Petersen e Jorja Fox como Gil Grissom e Sara Sidle, reprisando seus papéis em CSI: Crime Scene Investigation. Wallace Langham também repete seu papel como David Hodges, enquanto Paula Newsome, Matt Lauria, Mel Rodriguez e Mandeep Dhillon interpretam novos personagens. Paul Guilfoyle é ator convidado em dois episódios, para reprisar seu papel como Jim Brass. Originalmente marcada como uma série limitada de epílogo, uma segunda temporada foi encomenda em dezembro de 2021.
A primeira temporada transmitida entre 06 de outubro á 08 de dezembro de 2021 teve 10 episódios. 
Originalmente marcado como uma série limitada de epílogo , o programa foi renovado para uma segunda temporada em dezembro de 2021, sem o retorno de Fox, Petersen ou Rodriguez. A primeira temporada consistiu em dez episódios. A segunda temporada estreou em 29 de setembro de 2022, composta por 21 episódios. Em 21 de fevereiro de 2023, a CBS renovou CSI: Vegas para uma terceira temporada.
Em 13 de novembro de 2023, a CBS anunciou a data de estreia de seus programas. A terceira temporada estreou em 18 de fevereiro de 2024, passando para as noites de domingo. O último episódio da série foi ao ar em 19 de maio de 2024.

## Informações sobre a série
Em 15 de dezembro de 2021, a CBS renovou a série para uma segunda temporada. A segunda temporada não terá William Petersen no papel de Gil Grissom, já que Petersen só aceitou fazer os 10 episódios do primeiro ano, permanecendo apenas como produtor, caso a série fosse renovada, enquanto Jorja Fox garantiu uma cláusula que lhe permitiria optar por encerrar ou continuar sua participação.
Em 25 de janeiro de 2022 a atriz Jorja Fox comunicou que decidiu aposentar o papel de Sara Sidle e não retornar na 2ª temporada de "CSI: Vegas". Ela revelou sua decisão no Twitter.
Em 27 de janeiro de 2022 foi anunciado que o ator Mel Rodriguez que estrelou como Hugo Ramirez no reboot de “CSI: Vegas” da CBS, não voltará para a segunda temporada, segundo o TheWrap.
Em 11 de fevereiro de 2022, foi anunciado que Marg Helgenberger ira reprisar seu papel como Catherine Willows para a segunda temporada.
Em 24 de maio de 2022, foi anunciado que o ator recorrente Jay Lee seria atualizado para o elenco regular e que Lex Medlin e Ariana Guerra se juntariam ao elenco como regulares.
Em 23 de junho de 2022 foi informado que a segunda temporada está programada para estrear em 29 de setembro de 2022.
A segunda temporada estreou na CBS em 29 de setembro de 2022. E será composta por 21 episódios.
Em Junho de 2022 a presidente da CBS Entertainment, Kelly Kahl, confirmou que a segunda temporada terá mais de 13 episódios, embora a rede atualmente "não tenha feito uma contagem final ainda".
Em 21 de fevereiro de 2023, a CBS renovou CSI: Vegas para uma terceira temporada, com estreia marcada para a temporada de televisão de 2023–24.
Em 18 de fevereiro de 2024, estreou a terceira temporada. Contando com o retorno de todos os personagens principais da segunda temporada.

## Elenco

### Principal
| Legenda | Legenda                       | Legenda |
| ------- | ----------------------------- | ------- |
| P       | Creditado no Elenco Principal |         |
| R       | Creditado como recorrente     |         |
| C       | Creditado como convidado      |         |
| —       | Personagem ausente            |         |

| Ator              | Personagem               | Temporadas | Temporadas | Temporadas |
| Ator              | Personagem               | 1          | 2          | 3          |
| ----------------- | ------------------------ | ---------- | ---------- | ---------- |
| Paula Newsome     | Maxine Roby              | P          | P          | P          |
| Matt Lauria       | Josh Folsom              | P          | P          | P          |
| Mandeep Dhillon   | Allie Rajan              | P          | P          | P          |
| Mel Rodriguez     | Hugo Ramirez             | P          | —          | —          |
| Jorja Fox         | Sara Sidle               | P          | —          | —          |
| William Petersen  | Gilbert "Gil" Grissom    | P          | —          | —          |
| Jay Lee           | Christopher "Chris" Park | R          | P          | P          |
| Lex Medlin        | Beau Finado              | —          | P          | P          |
| Ariana Guerra     | Serena Chavez            | —          | P          | P          |
| Marg Helgenberger | Catherine Willows        | —          | P          | P          |

## Episódios
| Temporada | Temporada | Episódios | Episódios | Originalmente exibido   | Originalmente exibido |
| Temporada | Temporada | Episódios | Episódios | Estreia da temporada    | Final da temporada    |
| --------- | --------- | --------- | --------- | ----------------------- | --------------------- |
|           | 1         | 10        | 10        | 6 de outubro de 2021    | 8 de dezembro de 2021 |
|           | 2         | 21        | 21        | 29 de setembro de 2022  | 18 de maio de 2023    |
|           | 3         | 10        | 10        | 18 de fevereiro de 2024 | 19 de maio de 2024    |

## Produção

### Desenvolvimento
Após a exibição do final de CSI: Crime Scene Investigation, em 2015, o criador da série Anthony E. Zuiker afirmou que o futuro dos personagens seria que "Grissom e Sara... [ainda estariam] navegando nos oceanos,... salvando o meio ambiente,... [teriam] filhos, e eles dedicariam suas vidas ao aprimoramento da humanidade... Catherine ainda estaria comandando o laboratório criminal,... [Brass] provavelmente se aposentaria,... e DB provavelmente está trabalhando no setor privado em Washington DC. E eu acho que todos esses personagens ainda teriam seus pés na área do crime." Logo após o cancelamento da última série da franquia, CSI: Cyber , em 2016, foi anunciado que os produtores estavam abertos para reviver a franquia, e o então presidente da CBS Entertainment, Glenn Geller, disse: "Somos incrivelmente orgulhoso de todos os programas de CSI. Pode voltar em outra encarnação."[carece de fontes?] Em 10 de fevereiro de 2020, foi anunciado que uma sequência da série de eventos CSI: Crime Scene Investigation estava sendo discutida, que Jason Tracey, CBS Studios e Jerry Bruckhiemer Television, com Tracey, Jerry Bruckheimer e Jonathan Littman como executivos Produtores. Em 10 de agosto de 2020, foi anunciado que a série ainda estava em desenvolvimento, agora intitulada CSI: Vegas, com a estrela original de CSI: Crime Scene Investigation, William Petersen, definida como produção executiva ao lado de Tracey, Bruckheimer, Littman, KirstieAnne Reed, Zuiker, Craig O'Neill e Cynthia Chvatal Em fevereiro de 2021, foi revelado que a série estava se aproximando de um pedido formal direto para a série. Também foi anunciado que, embora seja anunciado como uma série de eventos, poderia se tornar uma série contínua ao ar em várias temporadas. Em 31 de março de 2021, foi anunciado que CSI: Vegas havia sido oficialmente ordenado para a série, com Uta Briesewitz dirigir o piloto. Em 15 de dezembro de 2021, a CBS renovou a série para uma segunda temporada, embora Petersen, Fox e Rodriguez não retornem como membros do elenco.
A presidente da CBS Entertainment, Kelly Kahl, confirmou que a segunda temporada terá mais de 13 episódios, embora a rede atualmente "não tenha feito uma contagem final ainda".

### Elenco
Em 10 de fevereiro de 2020, foi anunciado que duas das estrelas originais de CSI: Crime Scene Investigation, William Petersen e Jorja Fox, estavam em negociações para potencialmente reprisar seus papéis como Gil Grissom e Sara Sidle. Em 10 de agosto de 2020, foi anunciado que Petersen e Fox ainda estavam em negociações para retornar, e que o elenco estava em andamento para cinco novos personagens. Em 12 de fevereiro de 2021, foi revelado que Paula Newsome, Matt Lauria e Mel Rodriguez haviam sido escalados para a série. Lauria e Rodriguez atuaram anteriormente como personagens diferentes na franquia. Também foi revelado que Petersen e Fox estavam finalizando suas negociações. Em 31 de março de 2021, foi anunciado que Mandeep Dhillon havia sido escalado para a série. Mais tarde naquele dia, foi revelado que Wallace Langham iria repetir seu papel, já que David Hodges e Petersen e Fox foram oficialmente anunciados como sendo escalados. Em 3 de maio de 2021, foi anunciado que Jamie McShane havia sido escalado para um papel recorrente e que Paul Guilfoyle repetiria seu papel como Jim Brass em dois episódios. Em setembro de 2021, Zuiker deu a entender que personagens adicionais de CSI: Crime Scene Investigation podem fazer aparições na série.
Em 15 de dezembro de 2021, foi anunciado juntamente com a renovação da segunda temporada que Petersen não retornaria como membro do elenco, embora permanecesse como produtor executivo. Em 25 de janeiro de 2022, foi anunciado que a Fox também não retornará para a segunda temporada. Dois dias depois, foi anunciado que Rodriguez sairia antes da segunda temporada também. Em 11 de fevereiro de 2022, foi anunciado que Marg Helgenberger irá reprisar seu papel como Catherine Willows na segunda temporada. Em 24 de maio de 2022, foi anunciado que o ator recorrente Jay Lee seria atualizado para o elenco regular e que Lex Medlin e Ariana Guerra se juntariam ao elenco como regulares.
Em 15 de dezembro de 2022 foi anunciado que Eric Szmanda, deve reprisar seu papel como Greg Sanders durante a segunda metade da atual segunda temporada de CSI: Vegas. Sua passagem como convidado em vários episódios o reunirá com sua ex-co-estrela, Marg Helgenberger.

### Filmagens
Em 10 de agosto de 2020, foi anunciado que as filmagens estavam planejadas para começar no outono de 2020, sempre que as condições do COVID-19 permitissem a retomada da produção de Hollywood. Em 8 de janeiro de 2021, foi anunciado que a série começaria a ser produzida no início de 2021. As filmagens começaram em 4 de maio de 2021 e estão programadas para durar até 4 de novembro de 2021, em Los Angeles, Califórnia. Em 22 de agosto de 2021, foi relatado que Petersen foi levado a um hospital após ficar doente durante as filmagens.

## Liberação
A série foi originalmente planejada para ir ao ar em outubro de 2020, para marcar o vigésimo aniversário da estreia de CSI: Crime Scene Investigation, no entanto, em 10 de agosto de 2020, foi anunciado que devido a paralisações de produção relacionadas ao COVID-19, a série não seria capaz de estrear em outubro de 2020. Em 8 de janeiro de 2021, foi anunciado que a série iria ao ar durante a temporada de televisão de 2021–22. Em 19 de maio de 2021, a CBS anunciou que a série estrearia no outono de 2021, às quartas-feiras às 22h00 horário do leste dos EUA. Em 12 de julho de 2021, a data de estreia de 6 de outubro de 2021 foi anunciada pela CBS, vinte e um anos antes da estreia de CSI: Crime Scene Investigation. A primeira temporada teve dez episódios.
A primeira temporada estreou em Alibi em julho de 2022 no Reino Unido.
A primeira temporada foi lançada no DVD da Região 1 em 5 de abril de 2022.